# 三浦市立南下浦小学校
三浦市立南下浦小学校（みうらしりつ みなみしたうらしょうがっこう）とは、神奈川県三浦市南下浦町菊名にある市立小学校。

## 沿革
出典
- 1872年（明治5年）8月2日 - 学制配布後、開設
- 1902年（明治35年）
  - 3月 - 金田206番地に新校舎を設立、三浦市立旭小学校の高等科を移し、「高等南下浦小学校」とする
  - 11月1日開校式を挙行（開校記念日）
- 1909年（明治42年） - 本村小学校の廃合を行い、尋常南下浦小学校となる。
- 1923年（大正12年）4月1日 - 南下浦尋常高等小学校と改称
- 1941年（昭和16年）4月1日 - 国民学校施行令により南下浦国民学校と改称
- 1945年（昭和20年）4月1日 - 南下浦第一国民学校と改称
- 1947年（昭和22年）4月1日 - 学校教育法により南下浦町立第一小学校と改称
- 1949年（昭和24年）4月22日 - 三浦市立南下浦中学校と校地、校舎交換、現在地に移る
- 1955年（昭和30年）1月1日 - 町村合併により三浦市立南下浦第一小学校と改称
- 1958年（昭和33年）4月1日 - 三浦市立南下浦小学校と改称
- 1964年（昭和39年）5月1日 - 南下浦小中学校給食共同調理所完成、給食開始
- 1989年（平成元年）11月25日 - 開校88周年記念モチの木記念植樹
- 1990年（平成2年）
  - 10月29日 - 開校88周年記念観察池完成
  - 11月1日 - 開校88周年記念式典 記念誌発行
- 1993年（平成5年）4月19日 - 開校88周年記念事業槇の木移植
- 2000年（平成12年）1月20日 - 100周年に向けPTAがバザーを行う
- 2001年（平成13年）
  - 2月 - 100周年実行委員会より体育館に緞帳の寄付を受ける
  - 10月20日 - 100周年に向けPTAがバザーを行う
- 2002年（平成14年）11月2日 - 開校100周年記念式典・祝賀会・冷水機・テント一式の寄付を受ける
- 2012年（平成24年）11月19日 - 110周年記念航空写真撮影
- 2025年（令和7年）4月1日 - 三浦市立剣崎小学校を統合。

## 学校教育目標
いきいきと学び合う子

## 通学区域
通学区域は以下の通りである。
- 南下浦町菊名
- 南下浦町金田（1～1592、1596～1598、1629−13、1661～1999番地）

また、南下浦町金田2000番地以上は三浦市立剣崎小学校の通学区域である、届出により通うことができる。

## 進学先中学校
三浦市立南下浦中学校

## 交通
- 京浜急行バス 高抜バス停より徒歩